# San Miguel Cuixapa Norte
San Miguel Cuixapa Norte är en ort i Mexiko.   Den ligger i kommunen Zapotitlán Tablas och delstaten Guerrero, i den sydöstra delen av landet, 220 km söder om huvudstaden Mexico City. San Miguel Cuixapa Norte ligger 1 729 meter över havet och antalet invånare är 338.
Terrängen runt San Miguel Cuixapa Norte är huvudsakligen kuperad, men söderut är den bergig. San Miguel Cuixapa Norte ligger nere i en dal. Runt San Miguel Cuixapa Norte är det ganska glesbefolkat, med 40 invånare per kvadratkilometer. Närmaste större samhälle är Zapotitlán Tablas, 1,9 km sydväst om San Miguel Cuixapa Norte. I omgivningarna runt San Miguel Cuixapa Norte växer huvudsakligen savannskog.